# حنابو (عرب صباح اغريس)
حنابو هي إحدى مشيخات المملكة المغربية، تتبع جغرافيا لإقليم الرشيدية وإداريًا لعرب صباح اغريس. يقدر عدد سكانها بـ 3261 نسمة حسب الإحصاء الرسمي للسكان والسكنى لسنة 2004.